# WASP-1
WASP-1 è una stella di dodicesima magnitudine nella costellazione di Andromeda; dista oltre 1200 anni luce dal Sole è ed una stella bianca di sequenza principale, con un diametro 1,38 quello solare e una massa del 25% superiore. La sua peculariarità è quella di presentare un alto grado di metallicità. 
Attorno ad essa orbita l'esopianeta WASP-1b. È stata la prima stella con pianeti extrasolari scoperta dal programma SuperWASP.

## Osservazione
Come le altre stelle della propria costellazione, il periodo migliore per la sua osservazione nel cielo serale ricade nei mesi compresi fra fine agosto e dicembre; nell'emisfero nord è visibile anche fino alla metà dell'inverno, grazie alla declinazione boreale della stella, mentre nell'emisfero sud può essere osservata limitatamente durante i mesi della primavera australe.
La sua posizione moderatamente boreale fa sì che questa stella sia osservabile specialmente dall'emisfero nord, in cui si mostra alta nel cielo nella fascia temperata. Essendo di dodicesima magnitudine, non è osservabile ad occhio nudo e nemmeno con binocoli, ma occorre un telescopio di almeno 150-200 mm per poterla scorgere.

## Sistema WASP-1
La scoperta del pianeta, un gigante gassoso avente una massa dell'89% di quella gioviana, è stata effettuata con il metodo del transito, che rileva una diminuzione della luminosità della stella quando il pianeta transita davanti al suo disco; la diminuzione della luminosità stellare ogni 2,5 giorni, periodo di rivoluzione del pianeta, è di 0,013 magnitudini
| Nome     | Nome     | Massa          | Semiasse maggiore    | Periodo orbitale           |
| -------- | -------- | -------------- | -------------------- | -------------------------- |
| WASP-1 b | WASP-1 b | 0,89 (± 0,2)MG | 0,0382 (± 0,0013) UA | 2,51997 (± 0,00016) giorni |